# Izotepec
Izotepec es una localidad del estado mexicano de Guerrero. Es parte del municipio de General Heliodoro Castillo.

## Toponimia
El nombre «Izotepec» proviene de los términos en náhuatl: itzotl, izote; tepetl, cerro; co, locativo. Su significado es «En el cerro de los izotes».

## Demografía
| Gráfica de evolución demográfica |
|                                  |

| Censo | Población |
| ----- | --------- |
| 1930  | 293       |
| 1940  | 390       |
| 1950  | 521       |
| 1960  | 693       |
| 1970  | 958       |
| 1980  | 907       |
| 1990  | 1 141     |
| 2000  | 1 305     |
| 2010  | 1 232     |
| 2020  | 1 126     |